# Luceria affinis
Luceria affinis är en fjärilsart som beskrevs av Rothschild 1916. Luceria affinis ingår i släktet Luceria och familjen nattflyn. Inga underarter finns listade i Catalogue of Life.